# Communauté locale (Bosnie-Herzégovine)
 (signalé en juillet 2025).
Si vous disposez d'ouvrages ou d'articles de référence ou si vous connaissez des sites web de qualité traitant du thème abordé ici, merci de compléter l'article en donnant les références utiles à sa vérifiabilité et en les liant à la section « Notes et références ».
- Archive Wikiwix
- Bing
- Cairn
- DuckDuckGo
- E. Universalis
- Gallica
- Google
- G. Books
- G. News
- G. Scholar
- Persée
- Qwant
- (zh) Baidu
- (ru) Yandex
- (wd) trouver des œuvres sur Wikidata

En Bosnie-Herzégovine, une communauté locale (en bosnien : mjesna zajednica ;en serbe:мјесна заједница/mjesna zajednica; en anglais : local community) est un ensemble de localités.
Les communautés locales sont comprises dans des villes et municipalités, elles-mêmes comprises dans des cantons (fédération de Bosnie-et-Herzégovine) ou, officieusement, dans des régions (république serbe de Bosnie).
À titre d'exemple, la communauté locale de Dragunja (1 721 habitants, en 1991) fait partie de la municipalité de Tuzla (131 618, en 1991), située dans le canton de Tuzla de la fédération de Bosnie-et-Herzégovine dans le pays de la Bosnie-Herzégovine. Cette communauté locale compte parmi ses localités le village de Dragunja Donja (489 habitants, en 1991).